# Gonçalves Dias, Maranhão

Gonçalves Dias este un oraș în unitatea federativă Maranhão (MA), Brazilia.